# France Pejot
France Pejot  (ou « Francette Pejot »), née le 17 octobre 1914 dans le 2e arrondissement de Lyon et morte le 21 avril 2010 à Perpignan, est une résistante française.

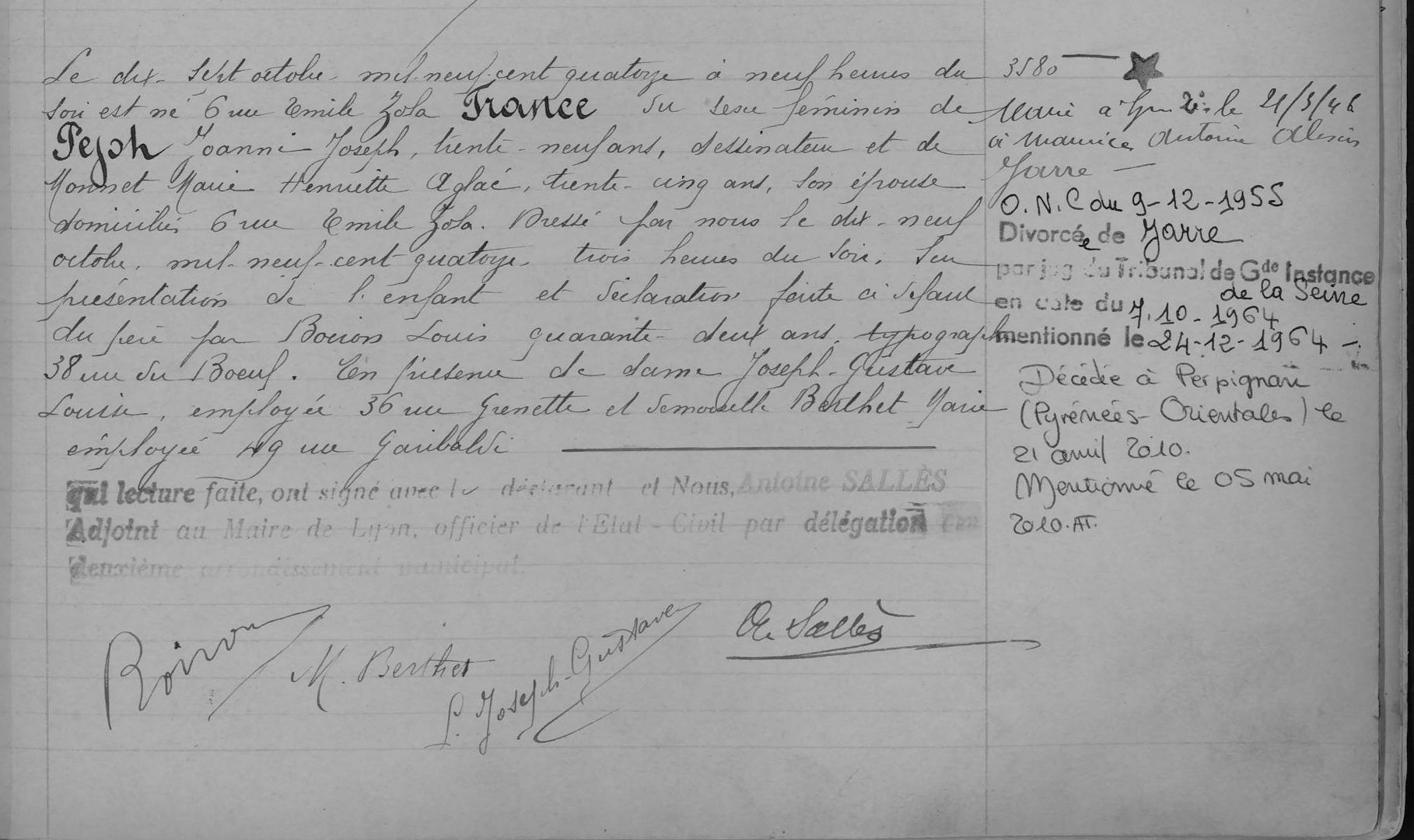
Acte de naissance de France Pejot

## Biographie
Après la mort de leur mère, France Pejot et sa sœur Raymonde habitent place des Jacobins à Lyon 2e. Elles secondent leur père qui tient rue Emile-Zola, un commerce dont le nom est La lingerie pratique,.

### 1942 - 1945
Pendant la guerre, elle écoute Radio Londres et peut lire le journal Le Franc-Tireur, édité dans la clandestinité. En janvier 1942,  avec sa sœur elle rejoint comme agent de liaison le mouvement de résistance Franc-Tireur . Elle devient la secrétaire de Jean-Pierre Lévy, chef de ce mouvement. Elle lui évite d'être arrêté en 1942 en attirant les soupçons sur elle. Son appartement, situé au 4e étage du no 4 de la place des Jacobins, ainsi la boutique familiale sont une des bases du réseau.
Le 24 octobre 1942, elle est arrêtée par la police française, avec Micheline Eude-Altman, sa collègue et amie  . Elle reste détenue jusqu'en février 1943 à la prison Saint-Joseph de Lyon qui est réservée aux femmes.  À la fin de la même année, elle échappe à l'arrestation par la milice.  Elle rejoint Paris où plusieurs membres dirigeants du réseau Franc-Tireur se sont réfugiés. Elle devient l'une de leurs agents de liaison. Le 30 juin 1944, elle est arrêtée par Friedrich Berger de la police allemande avec sa bande, dite du 180 rue de la Pompe. Elle est déportée  vers le camp de concentration de Ravensbrück, par le dernier convoi du 15 août, dit convoi des 57000.
En avril 1945, lorsque le camp est évacué, France Pejot parvient, avec cinq camarades, à s'échapper dans un bois vers le centre de rapatriement de Leipzig. Elle retourne en France en voyageant sur le toit d'un wagon.

### Après-guerre
France Pejot est la mère du musicien Jean-Michel Jarre, né en 1948 de son union avec le compositeur Maurice Jarre en mars 1946. Puisque celui-ci souhaite poursuivre sa carrière aux États-Unis, le couple divorce cinq ans plus tard. elle élève son fils seule et s'installe à Vanves, dans la banlieue parisienne. Elle ouvre alors un stand de vêtements pour le théâtre et le cinéma au marché aux puces de la porte de Vanves.
France Pejot meurt à l’âge de 95 ans, le 21 avril 2010, dans un hôpital du sud-ouest de la France.
Gérard Collomb, sénateur du Rhône et maire de Lyon, déclare en mai 2010 à l’occasion des cérémonies célébrant la Victoire du 8 mai 1945 : « France Pejot était une héroïne de la Résistance ».

## Distinctions et hommages
| Décoration                      | Ruban | Observations |
| ------------------------------- | ----- | ------------ |
| Officier de la Légion d'honneur |       |              |
| Croix de guerre 1939-1945       |       | avec palmes  |
| Médaille de la Résistance,      |       | avec rosette |

Passage France Péjot

Un passage, rénové et devenu piétonnier et cycliste, sous la gare de Lyon-Perrache dans le 2e arrondissement de Lyon, porte son nom depuis juillet 2021.

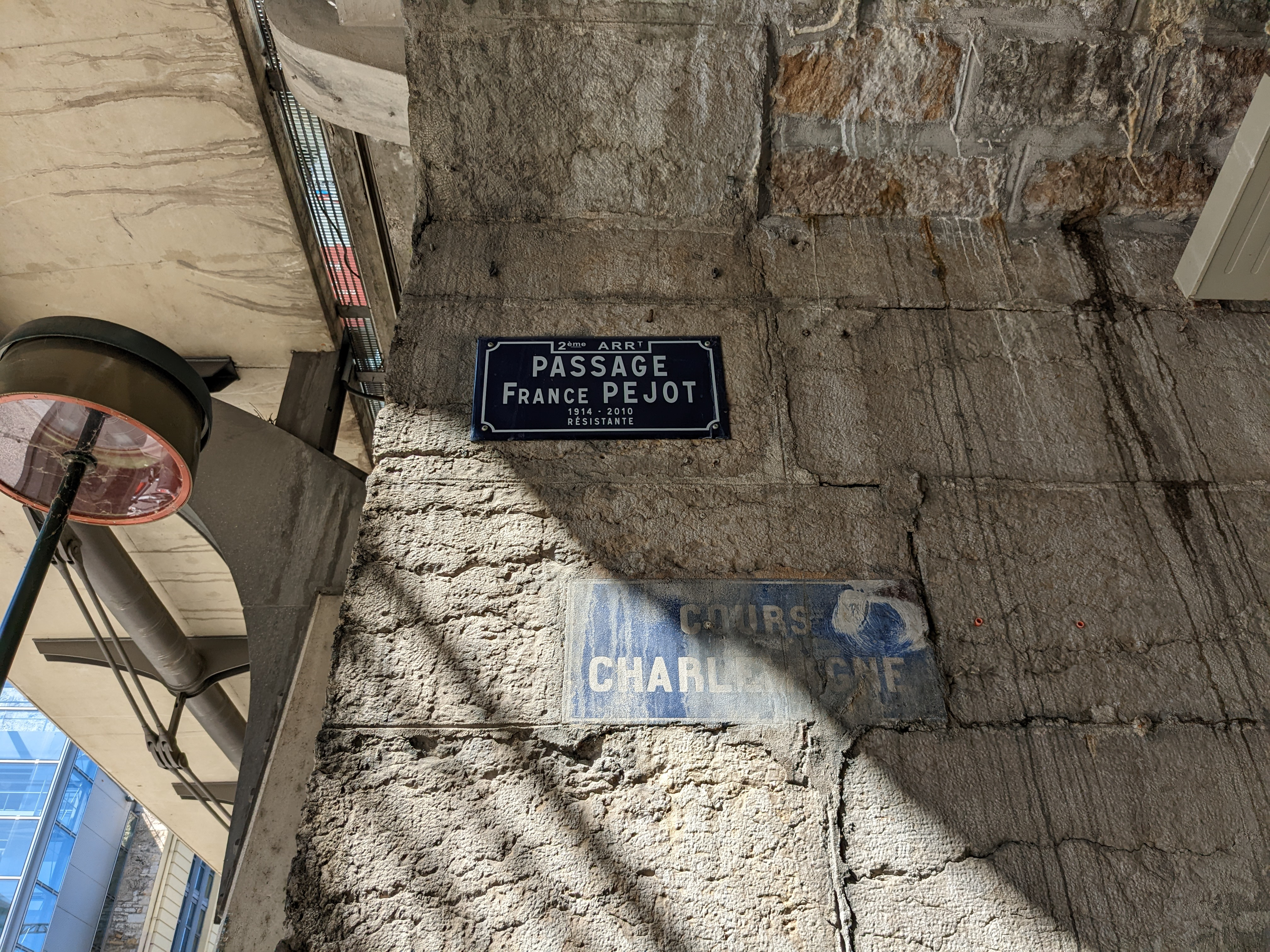
Plaques de rue ancienne et nouvelle
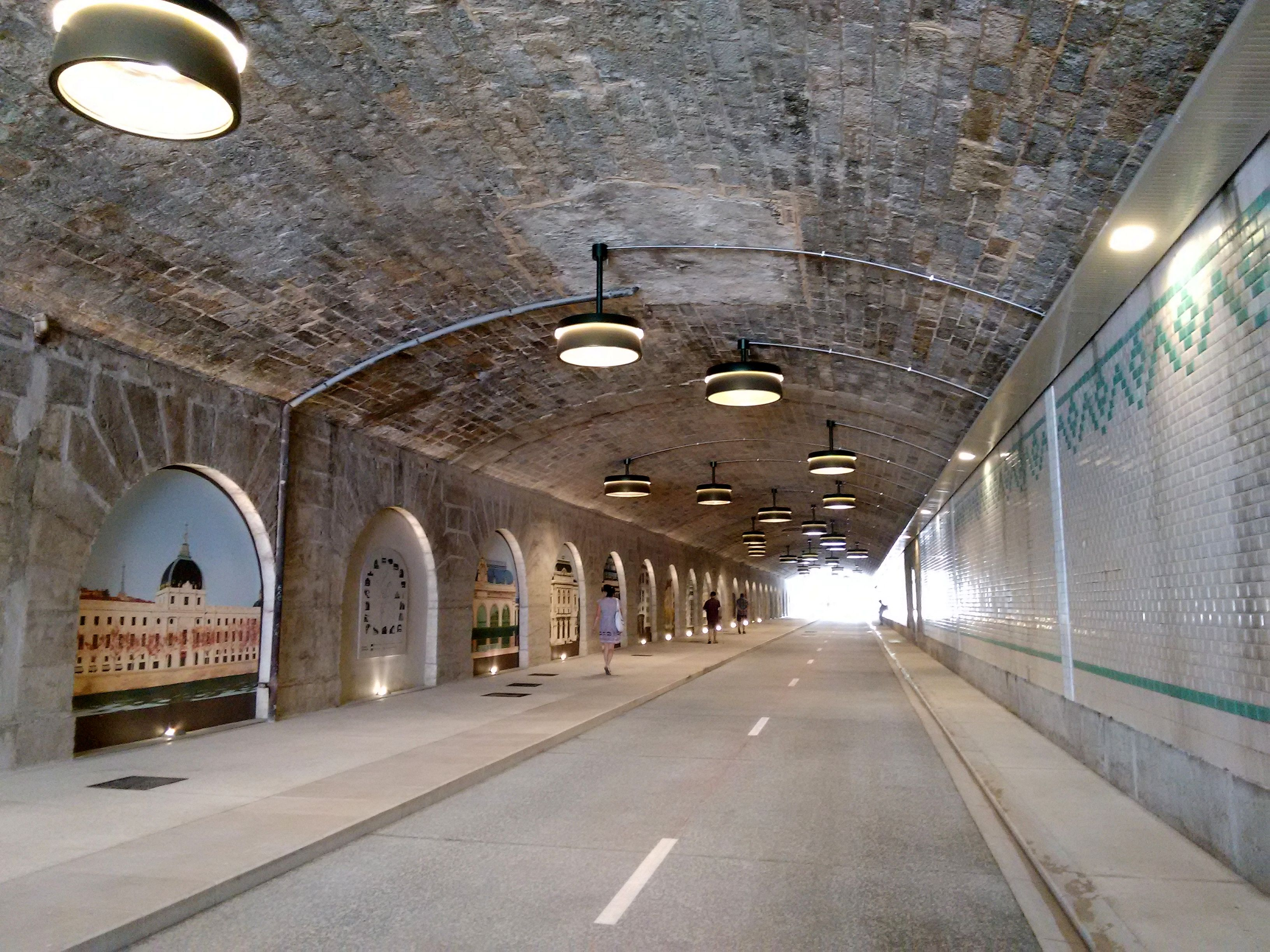
Passage France Pejot entre château Perrache et la place des Archives.
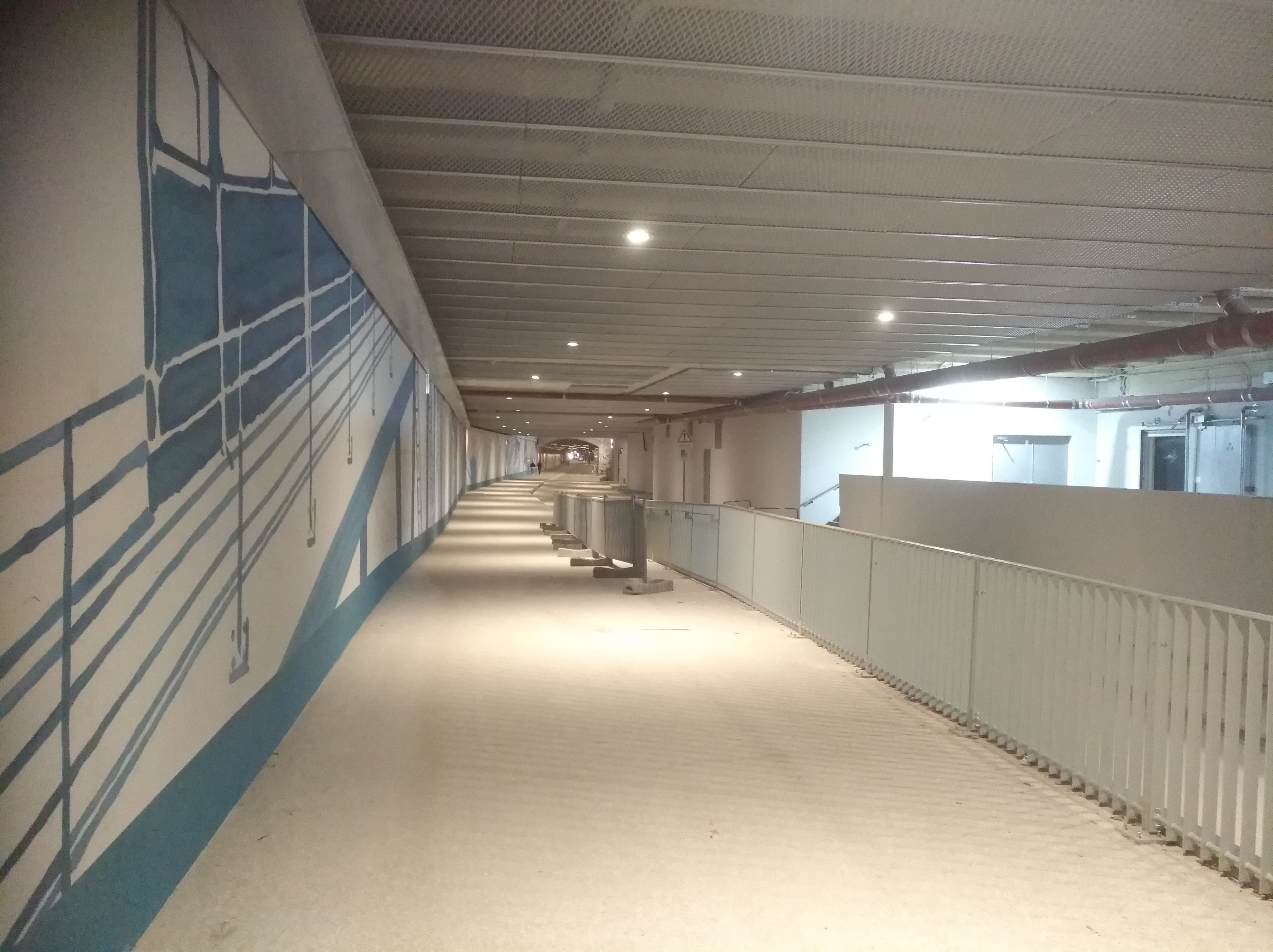
Passage depuis la place Carnot en direction du sud

### Sources
- Centre d'Histoire de la Résistance et de la Déportation
- (de) Margaret Collins Weitz, Frauen in der Résistance,p. 224-314, éd. Unrast Verlag, 2002,  (ISBN 3897714108)
- Évelyne Morin-Rotureau (red.), Micheline Eude-Altman, 1939-1945, combats de femmes : Françaises et Allemandes, les oubliées de l'histoire, p. 123-133, éd. Autrement, 2001,  (ISBN 274670143X)
- Témoignage de Mme Péjot France, épouse Jarre [Vidéocassette] : recueilli le 7 juillet 1997 / Centre d'Histoire de la Résistance et de la Déportation